# Battaglia di South Mountain
La battaglia di South Mountain (conosciuta anche come battaglia di Boonsboro Gap) è costituita una serie di scontri combattuti nel settembre 1862 (durante la campagna del Maryland della guerra di secessione americana) tra l'Armata del Potomac del maggiore generale George B. McClellan e l'Armata Confederata della Virginia Settentrionale del generale Robert E. Lee.

## Contesto
South Mountain è il nome che prende la parte della catena montuosa dei monti Blue Ridge che si trova in Maryland e costituisce una barriera naturale tra la Hagerstown Valley e la Cumberland Valley.
Poco dopo l'invasione del Maryland da parte dell'esercito confederato del generale Robert E. Lee, i nordisti riuscirono ad entrare in possesso del cosiddetto ordine speciale 191 che conteneva informazioni sui movimenti delle truppe sudiste. Grazie a queste informazioni McClellan seppe che Lee aveva deciso di dividere le sue forze in varie colonne. McClellan decise dunque di attaccare separatamente queste colonne e per raggiungerle mosse attraverso South Mountain. Lee a sua volta venne a sapere della mossa di McClellan e inviò delle unità per presidiare i passi lungo il percorso dei nordisti per impedire la loro avanzata,
Per attraversare le montagne McClellan divise il suo esercito in tre parti: Ambrose Burnside venne incarico di avanzare verso nord attraverso il Turner's Gap ed il Fox's Gap, William Buel Franklin venne inviato verso sud ed il Crampton's Gap mentre Edwin V. Sumner rimase come riserva.

## La battaglia

### Crampton's Gap
Il Crampton's Gap ed il Brownsville Pass era difeso dalla cavalleria sudista e da una parte della divisione di Lafayette McLaws, schierata nei pressi di Burkittsville. McLaws poteva disporre di appena 500 uomini mentre le truppe federali di Franklin era circa 12.000. In poco tempo i sudisti vennero sopraffatti e circa 400 di loro vennero fatti prigionieri.

### Turner's Gap
Il maggiore generale confederato Daniel Harvey Hill dispiegò i suoi 5.000 uomini lungo oltre due miglia per difendere il Turner's Gap ed il Fox's Gap. Burnside inviò un'unità (soprannominata Brigata di Ferro) verso il Turner's Gap. Qui i nordisti costrinsero i confederati a ritirarsi e solo l'arrivo della notte e un terreno difficile evitarono il collasso della linea sudista.

### Fox's Gap
Poco più a sud un'altra unità sudista della divisione di Hill (la brigata di Thomas Fenwick Drayton) venne attaccata dai nordisti ma grazie all'arrivo di rinforzi riuscì a resistere.

## Curiosità
Due futuri Presidenti degli Stati Uniti d'America, Rutherford B. Hayes e William McKinley, combatterono a Fox's Gap durante la battaglia di South Mountain tra le file del 23º reggimento di fanteria dell'Ohio di cui Hayes era comandante e McKinley sergente.